# Alberto Fernández
Alberto Ángel Fernández (ur. 2 kwietnia 1959 w Buenos Aires) – argentyński polityk i prawnik, w latach 2003–2007 szef gabinetu prezydenta Néstora Kirchnera oraz w latach 2007–2008 prezydent Cristiny Fernández de Kirchner. W latach 2019–2023 prezydent Argentyny.

## Życiorys
Urodził się 2 kwietnia 1959 w Buenos Aires, gdzie tam ukończył prawo na Uniwersytecie w Buenos Aires. Wstąpił do służby publicznej jako doradca Rady Deliberatywnej Buenos Aires i Argentyńskiej Izby Deputowanych. Został Zastępcą Dyrektora ds. Prawnych w Ministerstwie Gospodarki i pełnił jako główny argentyński negocjator podczas Rundy Urugwajskiej GATT. Nominowany przez nowo wybranego Prezydenta Carlos Saúl Menem do pełnienia funkcji Krajowego Kuratora ds. Ubezpieczeń. W latach 1989–1992 był Prezesem Stowarzyszenia Menedżerów Ubezpieczeń Ameryki Łacińskiej i współzałożycielem Międzynarodowego Stowarzyszenia Menedżerów Ubezpieczeń. Pełnił również funkcję doradcy Mercosur i ALADI w zakresie prawa ubezpieczeniowego, a także był zaangażowany w firmy ubezpieczeniowe i służby zdrowia w sektorze prywatnym. Fernández został uznany za jednego z dziesięciu wybitnych młodych ludzi w Argentynie i w 1992 roku został nagrodzony nagrodą Millennium Award jako jeden z narodowych biznesmenów stulecia.
25 maja 2003 Néstor Kirchner powołał go na szefa jego gabinetu. Stanowisko to sprawował przez całą prezydenturę Nestora oraz jego żony Cristyny do 23 lipca 2008. Nowy system zmiennych podatków od eksportu produktów rolnych doprowadził do konfliktu rządu argentyńskiego w 2008 r. z sektorem rolnym, podczas którego Fernández działał jako główny negocjator rządu. Negocjacje zakończyły się jednak niepowodzeniem, i rozstrzygającym głosowaniu przeciwko ustawie w Senacie Fernández podał się do dymisji.
W maju 2019 został ogłoszony przez Cristię Fernandez de Kirchner kandydatem na urząd Prezydenta Argentyny w wyborach prezydenckich ten natomiast ogłosił ją jako kandydatkę na urząd wiceprezydenta Argentyny. Wyborach tych odnieśli zwycięstwo, wygrywając już w pierwszej turze ze swoim konkurentem Mauricio Macrim, który ubiegał się o reelekcję.
10 grudnia 2019 Alberto Fernández został zaprzysiężony na kolejnego prezydenta zaś Cristina de Kirchner na urząd wiceprezydenta Argentyny.
Według brytyjskiej gazety The Economist, Fernández był uważany za "prezydenta bez planu", a jego prezydentura za "słabą administrację", nawiązując do jego braku niezależnego podejmowania decyzji. Zamiast tego, jego decyzje były pod silnym wpływem wiceprezydent i byłej prezydent Cristiny Fernández de Kirchner, również liderki koalicji, którą sam Fernández określił jako "stałe źródło konsultacji". 
W kwietniu 2023 ogłosił, że nie będzie ubiegał się o reelekcję w wyborach prezydenckich. 10 grudnia tego samego roku zakończył urząd prezydenta Argentyny, przekazując władzę swojemu następcy.

## Życie prywatne
Fernández poślubił Marcelę Luchetti, koleżankę z Uniwersytetu w Buenos Aires, studentkę prawa, w 1993. Rozstali się w 2005. Fernández i Luchetti mają jedno dziecko, Tani Fernández Luchetti (ur. 1994) znanego w Argentynie z tego, że jest drag performerem i cosplayerem, który posługuje się pseudonimem scenicznym Dyhzy.
Od 2014 roku Fernández jest w związku z dziennikarką i aktorką Fabiolą Yáñez, która od początku prezydentury Fernándeza pełni rolę Pierwszej Damy Argentyny. Para jest właścicielami trzech psów: Dylan (nazwany na cześć Boba Dylana, którego Fernández chwalił i wymieniał jako inspirację) oraz dwa szczeniaki Dylana, Prócer i Kaila. 23 września 2021 jednostka medyczna urzędu prezydenta ogłosiła, że Yáñez spodziewa się swojego pierwszego dziecka. Syn Yáñez i Fernándeza, Francisco Fernández Yáñez, urodził się 11 kwietnia 2022 roku w Sanatorio Otamendi, w Buenos Aires.
Fernández jest Honorowym Profesorem Uniwersytetu Tsinghua oraz kibicem drużyny piłkarskiej Argentinos Juniors.